# Теночтитлан
Теночтитлан е древен град, столица на държавата на ацтеките, който се е намирал на мястото на съвременния град Мексико сити.

## Легендата
Легендата за основаването на Теночтитлан е отразена и в националния герб на Мексико, който не е променян значително от създаване на независимата от Испания държава Мексико. Науатълската легенда гласяла, че племената, предвождани от владетеля – уей тлатоани (на науатъл: huey tlatoani), трябвало да отседнат и основат града си там, където видят орел, кацнал върху кактус и който държал в клюна си гърмяща змия. Така и станало. Като се движели през високото вулканично плато, уей тлатоани и свитата му се натъкнали именно на тази гледка – орел ядящ змия, кацнал върху кактус, и там основали града си.

### История
Приблизителната дата на основаването на града е около 1325. Столицата се издига на няколко острова, посред соленото езеро Тескоко (оригинално произношение от науатъл е Тешкоко), в близост до по-старото селище Тлателолко. Със сигурни стъпки Теночтитлан расте и се разпростира на изкуствено създадени полуострови и острови, постоянно крадейки от площта на езерото. Около век преди епохата на испанските завоевания (1518 – 1521), двата града, Теночтитлан и Тлателолко, се слели в една огромна островна столица (около 1000 хектара) с население около 200 – 250 хиляди, а според по-смели пресмятания до 500 хиляди души.

### Ла Конкиста (Завладяването)
Последният владетел на Теночтитлан, Монтесума II (Моктекузума Чокойотцин, Моктезума) бил много суеверен владетел и когато му известили за странните белолики хора, пристигнали на източния бряг на океана, той изпратил дарове. Легендата гласяла, че изгоненият от Уицилопочтли (бог на войната) Кетцалкоатъл – пернатата змия (бог на небето), трябвало да се завърне и според изчисленията на жреците точно около 1519 – 1525 г. Даровете на Моктекузума били особени – три ритуални костюма: единият на Тескатлипока, другият на Тлалок, а третият на Кетцалкоатъл. Кортес, дали по прищявка или не, избрал да облече именно костюма на Кетцалкоатъл. Това достигнало до ушите на Моктекузума и той посрещнал на 8 ноември 1519 г. Ернан Кортес в двореца си в Теночтитлан със смесени емоции на радост и страхопочитание, а също и с богати дарове.
- Империята на ацтеките към 1519 г.
- Пълният маршрут на Кортес от Исла Хуана (Куба) до Теночтитлан: краят на „синия маршрут“ е Теночтитлан
- Карта на напредването на испанските конкистадори: вдясно е Мексиканският залив, а вляво – езерото Тескоко и Теночтитла̀н
- Изображение на Кортес и Монтесума, влизащи в ацтекски храм в Теночтитлан

### Кортес в Теночтитлан
Историята е дълга за това как гостоприемното поведение на Моктекузума е било забравено и в един момент се оказал затворник и пленник на испанците. Населението на града и благородниците били силно разгневени, започнали бунтове. На 29 юни 1520 г. кулминира народното вълнение в Теночтитлан. Хората искали да изгонят чужденците. В опит да спре насилието Моктезума излязъл на терасата на двореца си и се опитал да призове поданиците си, но те като сметнали, че той е изменник и съюзник на испанците, го замеряли с камъни и обстреляли със стрели. Смъртно ранен, Моктекузума се оттегля и не след дълго умира. Испанците били една шепа и бързо напуснали Теночтитлан. Една старица (според Кодекс Борджия) ги забелязва и предупреждава армията. Забиват барабаните от змийска кожа и натоварените със злато и украшения ограбени от храмовете испанци се оказали заобиколени от многохилядната войска на мешиките. Малцина се измъкнали. Кортес по чудо успял „да спаси кожата си“.
Иронично местните обитатели наричат тази нощ на 29 срещу 30 юни 1520 „Тъжната нощ“ (La Noche Triste) поради огромните загуби на испанците. След загубата на толкова много от своите Кортес сметнал, че всичко е загубено, но решил да потърси съюз измежду местни племена, които имали сметки за разчистване с мешиките (ацтеките). Но това, което последвало, било не атаки и битки, а биологична война, предизвикана, без да подозират и без да имат каквото и да било намерение. Несвикнали с европейските болести, ацтеките и сапотеките започнали да гинат, едрата и дребната шарка, донесени от испанците, а не мускетите и барутът, омаломощили и убили огромна част от местното население. Според някои източници погинало повече от половината население.

### Окончателното падане на града
През 1521 година, след тримесечна обсада на войските на Ернан Кортес, Теночтитлан паднал. Пожари и разрушения напълно унищожават столицата на ацтеките. Върху нейните руини испанците построяват града Мексико – център на вицекралството Нова Испания. Върху мястото на Темпло Майор построяват катедралата „Света Богородица“. Иронията на съдбата е, че в днешно време древните пластове на островната тиня потъват и създават истински проблеми за запазване на тази катедрала. На мястото на големия пазар на Теночтитлан, днес се намира „Ел Сокало“ – площадът на Мексико сити. От една страна е Президентството, а от другата страна многобройни хотели и административни сгради.

### Хранилище на история
Недалеч от района Поланко и Зона Роса, от източната страна на парка Чапултепек, се намира Антропологическият музей на Мексико. Благодарение на този музей са се съхранили много ценни исторически паметници за историята на Теночтитлан и Мексико. В Антропологическия музей на първия етаж се намира макет на града по археологически проучвания и възстановки. През 1920 година археолози и антрополози разкриват уникални паметници на културата и полагат основите на движение за запазване на местното историческо богатство.